# Z-поэзия
Z-поэзия — литературное движение (феномен, поджанр русской поэзии) в России времён вторжения в Украину с 2022 года. Вид творчества получил название от символа «Z», который был нанесён на въезжающую в Украину российскую бронетехнику, и стал символом российской агрессии. Является видом российской пропаганды. В провластных источниках данное литературное движение также носит обобщающее название поэзия «СВО».
Российские СМИ и государство поддерживают и популяризуют Z-поэтов, выделяют им время на телевидении, а звёзды шоу-бизнеса ездят с ними на агитационные концерты по России и по оккупированным территориям Украины. Российские пропагандисты продвигают Z-поэзию на телеканалах и в своих социальных сетях. В 2023 году сборник «ПоэZия русского лета» стал доступен для чтения в российском портале «Госуслуги».

## Общая характеристика
Литературовед Олег Лекманов характеризовал Z-поэзию как комическую, безграмотную, бездарную, сознательно искажающую факты. В стихах вторжение России в Украину приравнивается к Великой Отечественной войне, когда солдаты СССР защищали свои земли от нападения нацистской Германии. Также он отмечал, что в противовес ряду советских авторов (Виктор Некрасов, Виктор Астафьев, Василь Быков) Z-литераторы, например Анна Долгарева, упиваются описанием ужасов войны и тяжёлого быта.
Один из мотивов Z-поэзии — привыкание к смерти, идеи жертвенной смерти, советские установки о смерти за что-то или против чего-то, идея о том, что смерть оправдана и тем приемлема, допустима: что напоминает особенности пропаганды СССР, которые начала применять и пропаганда РФ.
Наиболее известное из произведений жанра — стихотворение «Словно хуй дрочёный в жопу пидора…», подписанное именем Дениса Чернухина. По мнению издания «The Village», оно «так мощно насыщено гомоэротическими аналогиями, что породило целый иронический культ, высмеивающий поддержку войны в такой форме».

## Представители
В этом поджанре тоже работают разные люди. Есть обыкновенные конформисты, которые были всегда. В советские годы они писали в газеты стихи к праздникам под предводительством Сергея Михалкова. Есть среди них и те, кто искренне так думает.Лев Рубинштейн, 
В августе 2022 года телеканал Russia Today (RT) посвятил Z-литераторам документальный фильм «Культурный фронт». В его описании говорится, что это фильм «о людях, чье творчество дает силы и вдохновляет на подвиги».
Среди представителей Z-поэзии — Игорь Караулов, Александр Пелевин, Анна Ревякина, Анна Долгарева, Мария Ватутина, Владислав Маленко и другие.

### Фейковый «Z-поэт»
В 2023 году группа анонимных активистов, выступающих против войны с Украиной, создала во «ВКонтакте» профиль несуществующего «Z-поэта» Геннадия Ракитина, и начала под видом патриотических стихов, прославляющих российское вторжение, публиковать под его именем переводы стихов писателей нацистской Германии. Стихи якобы российского поэта Ракитина, вдохновлявшие солдат нацистской Германии 80 лет назад, российские пропагандисты войны начали репостить, включать в российские конкурсы и отмечать на фестивалях поэзии, российские чиновники, включая Дмитрия Рогозина, добавлялись к фейковому профилю «Z-поэта» в «друзья».